# NKVD
Le NKVD (en russe : НКВД, l'abréviation de Народный комиссариат внутренних дел, Narodniï komissariat vnoutrennikh diel ou Commissariat du peuple aux Affaires intérieures) était l'organisme d'État — équivalent à un ministère — d'abord dans les républiques socialistes soviétiques constituant l'URSS et ensuite dans l'URSS entière, dont relevait la police politique chargée de combattre le crime et de maintenir l'ordre public. On distingue ainsi le NKVD de la république socialiste fédérative soviétique de Russie (et ceux des autres républiques telles que l'Ukraine et la Biélorussie) et le NKVD de l'Union des républiques socialistes soviétiques, largement plus connu.

## Histoire

### NKVD de la RSFSR
Créé le 8 novembre 1917 par le 2e Congrès panrusse des Soviets, le NKVD de la république socialiste fédérative soviétique de Russie (RSFSR) avait pour buts :
- l'organisation et le contrôle de l'activité des Soviets locaux ;
- le contrôle de la réalisation des ordonnances et décrets du pouvoir central ;
- la défense de « l'ordre révolutionnaire » et la sécurité des citoyens ;
- la gestion générale de la « milice ouvrière » (créée le 10 novembre 1917 par le NKVD), du personnel pénitentiaire et des sapeurs-pompiers ;
- la gestion municipale.

Le 15 décembre 1930, le NKVD de la RSFSR, ainsi que ceux des autres républiques, furent supprimés, leurs fonctions étant transférées aux autres organismes d'État. Par exemple, la Direction générale de la milice et de l'instruction criminelle auprès du Conseil des Commissaires du peuple de la RSFSR (en russe : Главное управление милиции и уголовного розыска при Совете народных комиссаров РСФСР) succéda au NKVD de la RSFSR dans sa fonction de police judiciaire, mais pas dans celle de police politique, exercée depuis novembre 1923 par l'OGPU au niveau de l'Union soviétique (voir plus bas). Le NKVD fut commandé par des disciples de Joseph Staline durant son règne sur l'URSS. Il est à noter qu'en même temps on décréta la subordination totale de la police des républiques (la milice, c'est-à-dire la police en ville et le service de l'instruction criminelle, équivalent de la police judiciaire) à cette police politique de l'Union. Le 21 janvier 1937, le NKVD de la RSFSR, à la suite de l'adoption de la Constitution de la RSFSR, fut rétabli (ceux des autres républiques l'avaient été le 10 juillet 1934, lors de l'institution du NKVD de l'URSS), mais son mandat restait toujours très restreint par rapport à celui du NKVD de l'URSS.

### Tchéka
La Tchéka est l'acronyme de « Commission extraordinaire » (en russe : Чрезвычайная комиссия), forme abrégée de « Commission extraordinaire panrusse pour la répression de la contre-révolution et du sabotage auprès du Conseil des commissaires du peuple de la RSFSR » (en russe : Всероссийская чрезвычайная комиссия по борьбе с контрреволюцией и саботажем при Совете народных комиссаров РСФСР), créée le 20 décembre 1917, qui fut la première dénomination de la police politique soviétique. La Tchéka a été la première structure, hors du monde judiciaire, à pratiquer des arrestations arbitraires, à créer puis à gérer les premiers camp d'opposants au régime bolchevik, dont le premier fut créé en janvier 1918. Il convient de rappeler que la Commission extraordinaire n'était pas un organe interne du NKVD de la RSFSR, même si Félix Dzerjinski dirigeait en même temps ces deux organismes. La guerre civile terminée, la Tchéka est supprimée le 6 février 1922 pour donner naissance à la Guépéou auprès du NKVD de la RSFSR, tandis que sa fonction de « surveillance de la légitimité socialiste » — équivalent du ministère public — est transférée au Commissariat du peuple à la Justice, au sein duquel le Parquet d'État (en russe : Государственная Прокуратура) sera créé le 28 mai 1922.

### Guépéou
Le Guépéou (ou GPU), qui succéda à la Tchéka, était le sigle de Gossoudarstvénnoïe polititcheskoïé oupravlénié pri NKVD RSFSR (en russe : Государственное политическое управление при НКВД РСФСР ; en français : « Direction politique d’État auprès du NKVD de la RSFSR »). Créée le 6 février 1922, avant même la création officielle de l'URSS qui eut lieu le 30 décembre 1922, la GPU fut transformée en OGPU (en russe : Объединённое государственное политическое управление при Совете народных комиссаров СССР ; en français : « Direction politique unie d’État auprès du Conseil des Commissaires du peuple de l'URSS ») le 15 novembre 1923. C'était toujours le fondateur de la Tchéka, Félix Dzerjinski, qui dirigeait le GPU comme l'OGPU jusqu'à sa mort subite le 20 juillet 1926.

### NKVD de l'URSS

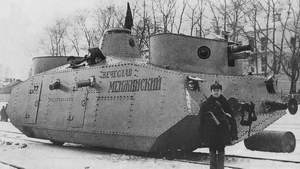
Un train blindé MBV-2 construit par l'usine Kirov dans les années 1930 utilisé par le NKVD.

Trois ans et demi après la dissolution des NKVD des républiques et la subordination de ce qu'il en restait à l'OGPU, le 10 juillet 1934, l'organe central de l'administration d'État de l'Union soviétique, le NKVD de l'URSS fut créé sur la base de l'OGPU, rebaptisée en direction principale de la Sécurité d'État ou Glavnoïe oupravlenie gossoudarstvennoï bézopasnosti (GUGB, en russe : Главное управление государственной безопасности, ГУГБ) et les restes des organes du NKVD de la RSFSR furent intégrés dans cette nouvelle structure. 
Il alors est dirigé par Guenrikh Iagoda (exécuté en 1938), puis remplacé en septembre 1936 par Nikola Iejov (exécutant principal des grandes purges de 1936 à 1938 et exécuté lui-même en 1940), puis Lavrenti Beria en août 1938 (exécuté en décembre 1953). 
Le 19 mars 1946, il fut transformé en ministère des Affaires intérieures de l'URSS (MVD). Enfin, il assurait les activités d'espionnage et de contre espionnage. 
Le NKVD de l'URSS cumulait des pouvoirs de police et d'instruction judiciaire. Il comprenait également une section appelée O.S.S.O. qui avait le droit d'ordonner, par simple mesure administrative, en dehors de toute disposition prévue par un tribunal, l'arrestation puis la déportation dans les camps de travail et de concentration gérés par le Goulag à partir de 1930.

### NKGB-MGB-KGB
Le NKGB de l'URSS (Commissariat du peuple à la Sécurité d'État de l'URSS) apparut pour la première fois le 3 février 1941 à la suite de la division du NKVD de l'URSS, sur la base de la GUGB, pour réintégrer le NKVD le 20 juillet de cette même année, moins d'un mois après l'invasion des troupes allemandes le 22 juin. Pourtant, deux ans après, le 14 avril 1943, le NKGB resurgit. Il fut transformé en MGB de l'URSS (Ministère de la Sécurité d'État de l'URSS) en mars 1946, date à laquelle tous les commissariats du peuple furent transformés en ministères. À la mort de Staline, le 5 mars 1953, Lavrenti Beria rattacha de nouveau le MGB au MVD, ministère de l'Intérieur, dans une administration similaire à celle du NKVD de 1934. Mais Beria fut arrêté trois mois plus tard et exécuté le 22 décembre 1953. 
L'année suivante, le MGB fut renommé KGB, Comité pour la Sécurité d'État auprès du Conseil des ministres de l'URSS, et définitivement séparé du MVD le 13 mars 1954.

## Fonction et missions
Le rôle du NKVD était à la fois de contrôler la population et la direction des organes gérants l’URSS tout en défendant la révolution communiste soit contre les états extérieurs, Pologne, France, Angleterre qualifiés d'impérialistes par le régime soit de combattre les ennemis intérieurs comme les saboteurs ou espions ou qualifiés comme tel par les autorités,. 
Ses fonctions étaient de protéger le régime communiste, ses dirigeants et de gérer les arrières. Il gérait le système répressif en URSS, et notamment le Goulag. Le NKVD regroupait différentes forces publiques régulières de police de l'Union soviétique, comprenant notamment la police routière, les gardes-frontières, la sécurité des voies ferrées, des ports, des aérodromes, et des usines stratégiques d'URSS et les services des archives ainsi que les unités de lutte contre l'incendie. Il est surtout connu pour la gestion des activités de transport des prisonniers, gardiens de prisons et des camps ou Goulag (créé officiellement en 1930 en tant que « direction générale des camps ») et de direction principale de la Sécurité d'État, en tant qu'ancêtre du KGB.
Ses chefs ne rendaient compte qu’aux organes directeurs du parti, le Comité Central et le bureau politique et à Staline, qui l'utilisa pour imposer et maintenir son autorité sur le pays en s'appuyant sur la fidélité absolue de ces troupes. Non intégré à l'armée soviétique, il n'a aucun compte à rendre à cette dernière. Ses membres bénéficiaient, en échange d'une loyauté sans faille, de divers avantages dans une société russe appauvrie dont des camps de vacances, l'accès aux hôpitaux, des soldes élevées, un équipement (armes et munitions de qualité en nombre suffisant) […]. 
Le NKVD comptait plusieurs dizaines de milliers d’agents, composés des miliciens (nom soviétique des policiers), de personnels spécialisés de police judiciaire, des gardes-frontières à statut quasi militaire, des gardiens du Goulag et des commissaires politiques. 
En 1940, ses effectifs se montent à 350 000 personnes puis 380 000 en 1941 et 540 000 en 1944.
Le NKVD formait aussi les troupes d'élite assez fiables pour effectuer des missions très dangereuses comme les infiltrations ou les parachutages derrière les lignes ennemies. Ces unités sont à l'origine des Spetsnaz, les forces spéciales de l'armée soviétique. 

### Bras armé des grandes purges
Il joua un rôle essentiel dans les Grandes purges de 1936 à 1938 et acquit rapidement une réputation aussi redoutable que l'ancienne Guépéou. À titre d'exemple, les ordres secrets (секретные приказы) nos 000485 et 000486 de 1936 disposaient la déportation au Goulag respectivement de tous les Polonais vivant en URSS (dont la plupart étaient des exilés communistes, mais susceptibles de douter de la politique stalinienne) et des femmes, enfants et parents des personnes déjà arrêtées par le NKVD pour d'autres motifs (détenus séparément, dans des camps spéciaux pour femmes ou pour enfants).  
Au total 1,4 million de personnes furent condamnées et 700 000 exécutées sous la direction de Nikolaï Lejov qui agissait sous ordre de Staline qui le fera arrêter en novembre 1938 et exécuter 18 mois plus tard.

### Mise au pas des pays annexés
Lors du dépeçage de la Pologne en septembre 1939 et l'annexion des pays baltes en 1940 à la suite des protocoles secrets du pacte germano-soviétique du 23 août 1939 signé entre l'Allemagne nazie et l'URSS, les troupes du NKVD, qui est l'instrument principal du stalinisme, procédèrent à la mise au pas des populations civiles. Deux millions de personnes déportées moururent dans les camps soviétiques. 

### Surveillance des frontières
À partir de 1931 face au Japon, puis encore davantage à partir du 17 septembre 1939 après l'invasion de la Pologne, le NKVD voit sa puissance augmentée. L'URSS partage alors 1 000 kilomètres de frontières avec les pays de l'Axe et 80 000 hommes stationnent dans une zone de 10 à 20 km de largeur pour en assurer la surveillance et empêcher les infiltrations et actions d'espionnage. Ils sont répartis en détachement de 1 500 à 2 000 hommes.

## Actions pendant la Seconde Guerre Mondiale

### Rôle sur le front
Pendant la Seconde Guerre mondiale, le NKVD était chargé des camps de prisonniers de guerre, notamment polonais en 1939. Ce sont des agents du NKVD qui exécutèrent d'une balle dans la tête les quelques 20 000 officiers polonais lors du massacre de Katyń notamment 7 000 exécutés par Vassili Blokhine exécuteur en chef, et lors d'autres massacres où des milliers de Polonais non communistes furent assassinés par des commandos du NKVD. 
Enfin, elle pratiquait la chasse aux partisans non communistes quelles que soient leurs nationalités. Cependant, ces actions auront un impact significatif en faveur de l'armée rouge lors de ses opérations en Pologne en 1944, aucune résistance locale n'étant solidement implantée. En effet, l'éradication à plus de 90% d'organisations telles que les Forces Armées Nationales (Narodowe Siły Zbrojne, NSZ), Brigade des Montagnes Sainte-Croix (Brygada Świętokrzyska), Liberté et Indépendance (Wolność i Niezawisłość, WiN), Organisation Militaire Nationale (Narodowa Organizacja Wojskowa, NOW) et Factions Collaborationnistes de l'Armée de l'Intérieur (Armia Krajowa, AK), des mouvements collaborationnistes et responsables de crimes contre l'humanité ont eu un impact positif sur la stabilité de la Pologne durant son occupation soviétique 1939-1941) ainsi qu'une libération peu marquée par des mouvements de résistances fascistes. Cette éradication aura également, de manière indirecte, sauvé la vie de plusieurs centaines de milliers de citoyens polonais, qui auraient potentiellement été victimes du nazisme si ces organisations avaient pu prêter main-forte à la SS de Heydrich à plus grande échelle, notamment en 1944.

### Surveillance des troupes régulières
Sur le front, le NKVD fut également chargé de l'application de l'ordre 227 signé par Staline le 28 juillet 1942 interdisant tout pas en arrière pour le soldat soviétique sous peine d'être fusillé. Chargée de la surveillance des officiers et des soldats du rang, elle s'occupait de l'élimination des déserteurs. 
En effet, le NKVD avait ses propres unités armées, notamment ses structures déconcentrées qui permettaient ainsi de maintenir son influence jusque sur la ligne de front, de faire appliquer les ordres du haut commandement soviétique et aussi de tirer sur les soldats de l'Armée rouge voulant refluer ou se rendre à l'ennemi. De ce fait, le rôle des unités armées du NKVD, qui ne combattaient pas les nazis et qui se contentaient de tuer dans le dos, les soldats soviétiques étaient redoutées par les poilus soviétiques ou frontovik.

### Implications dans le conflit et opérations spéciales
Le NKVD est chargé de l'évacuation secrète du corps de Lénine du Mausolée le 27 juin 1941 et de miner début octobre 1 119 installations de la capitale Moscou en cas d'invasion par les forces allemandes tout en préparant les défenses. Une division spéciale baptisée Division Dzerjinski composée de 11 700 hommes sous ordre direct de Béria fut chargée de patrouiller dans la capitale. 
Elles furent engagées en 1941 sous commandement de l'Armée Rouge pour garder des points névralgiques comme le 1er septembre 1941, la 1re division du NKVD se sacrifia pour empêcher le franchissement de la Neva conduisant à Léningrad. De même, tous les régiments du NKVD mis en première ligne entre juin 1941 et juillet 1942 furent éliminés par les forces allemandes qui les passent par les armes en cas de capture.  
Les troupes du NKVD soutenaient également l'action des partisans qui opéraient sur les arrières des forces allemandes.  
En 1944, elles sont parachutées afin de ralentir les mouvements des unités de l'armée allemande en détruisant les nœuds de communication, ponts, dépôts de locomotives ou aiguillages notamment avant l'opération Bagration du 22 juin 1944.

### Pertes pendant le conflit
Plus de la moitié des unités créées par le NKVD durant la grande guerre ont été décimées pendant le conflit. Les unités trop sévèrement endommagées furent intégrées au sein de l'Armée Rouge pour reconstituer des divisions de fusiliers.  
Le NKVD enregistre des pertes au cours des quatre années du conflit évaluées à 1 million d'hommes et 300 reçurent le titre de héros de l'Union Soviétique la plus haute distinction d'alors. 
Après la fin de la Seconde Guerre mondiale, le NKVD est transformé en ministère de la sécurité de l'Etat. En 1954, il est donne naissance au KGB.
Son rôle a été dénoncé après la Seconde Guerre mondiale.

## Évaluation des actions sous la déstalinisation
Lors de la déstalinisation, le 14 février 1954, le procureur général de l’URSS, le ministre de la Justice et le ministre de l’Intérieur envoyèrent une note à Nikita Khrouchtchev communiquant des estimations des résultats des organes de la Tchéka, de la Guépéou et du NKVD pour la période « entre le 1er janvier 1921 et le 1er février 1954 » : 3 777 380 condamnations pour « activités contre-révolutionnaires » avaient été prononcées par les « collèges spéciaux », les « troïkas » de l’OGPU et du NKVD, le collège militaire de la Cour suprême de l'URSS et les tribunaux militaires de l'Armée rouge. 642 980 de ces personnes furent condamnées à mort. On ajoutera dans les années 1930-1932 la déportation de 1 800 000 paysans qualifiés de koulaks ; parmi eux, plusieurs centaines de milliers d'hommes, de femmes et d'enfants moururent. À cela s'ajoutent les déportations ethniques totales aux allures génocidaires d'une dizaine de peuples d'URSS, effectuées dans les années 1930-1940.
Le NKVD et ses différents avatars commirent également de nombreux assassinats politiques à l'intérieur et en dehors de l'URSS, avant, pendant et après l'ère Staline comme celui de Léon Trostki au Mexique en 1940.

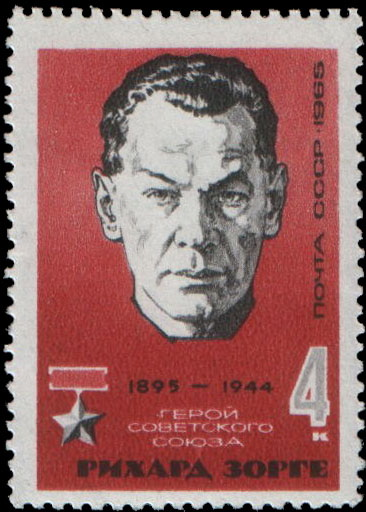
Timbre en l’honneur de l’espion Richard Sorge. La médaille est celle de héros de l'Union soviétique, plus haute distinction de l'État.

## Direction

### NKVD de la RSFSR
- 8 novembre 1917-16 novembre 1917 : Alexeï Rykov (fusillé le 15 mars 1938)
- 30 novembre 1917-30 mars 1919 : Grigori Petrovski
- 31 mars 1919-juillet 1923 : Félix Dzerjinski
- août 1923-novembre 1927 : Alexandre Beloborodov (fusillé le 10 février 1938)
- 2 janvier 1928-14 décembre 1930 : Vladimir Tolmatchov (fusillé le 20 septembre 1937)

### Tchéka
- 20 décembre 1917-5 février 1922 : Félix Dzerjinski[2]

### Guépéou
- 6 février 1922-14 novembre 1923 : Félix Dzerjinski[2]

### OGPU
- 15 novembre 1923-20 juillet 1926 : Félix Dzerjinski
- 30 juillet 1926-10 mai 1934 : Viatcheslav Menjinski[2]

### NKVD de l'URSS
- 10 juillet 1934-26 septembre 1936 : Guenrikh Iagoda (fusillé le 15 mars 1938)[2]
- 26 septembre 1936-25 novembre 1938 : Nikolaï Iejov (fusillé le 4 février 1940)[2]
- 25 novembre 1938-29 décembre 1945 : Lavrenti Beria (fusillé le 23 décembre 1953)[2]
- 29 décembre 1945-15 mars 1946 : Sergueï Krouglov (mort le 6 juin 1977)

### NKGB
- 3 février 1941-20 juillet 1941 : Vsevolod Merkoulov (fusillé le 23 décembre 1953)
- 14 avril 1943-15 mars 1946 : Vsevolod Merkoulov (fusillé le 23 décembre 1953)

## Membres et agents célèbres du NKVD
- Martin Gray
- Ramon Mercader
- Richard Sorge
- Les Cinq de Cambridge

## Dans les arts et la culture populaire

### Filmographie

#### Cinéma
- 2019 : L'Ombre de Staline d'Agnieszka Holland, durant l'Holodomor, on aperçoit régulièrement des agents du NKVD actifs pour empêcher le journaliste Gareth Jones d'enquêter sur la famine en Ukraine ainsi que pour réprimer toute velléité de contestation.
- 2007 : Katyń d'Andrzej Wajda, retrace l'histoire du Massacre de Katyń orchestré par le NKVD sous l'ordre de Staline.
- 2017 : La Mort de Staline d'Armando Iannucci, met notamment en scène Lavrenti Beria et le NKVD.

#### Télévision

##### Documentaire
- 2019 : KGB : le sabre et le bouclier de Jamie Doran.

##### Série
- 1968 : Le Glaive et le Bouclier de Vladimir Bassov dépeint les péripéties d'un agent double soviétique infiltré à la SS.
- 1973 : Dix-sept Moments de printemps de Tatiana Lioznova, un agent double du NKVD est chargé d'enquêter tout à la fin de la guerre en 1945 sur les tentatives de négociations secrètes de hauts dignitaire nazis pour signer une paix séparée avec les Alliés du Front de l'Ouest.

### Littérature

#### Roman
- L'écrivain et journaliste soviétique de confession juive, Vassili Grossman, évoque régulièrement le NKVD dans son roman phare Vie et Destin qui se passe au Front de l'Est du côté soviétique. Une version du manuscrit confisqué par le KGB étant passée clandestinement de l'autre côté du Rideau de fer fut publiée une première fois en Suisse en 1980.

#### Autobiographie
- Dans Rupture avec Moscou paru en 1985, le diplomate soviétique le plus haut placé à avoir jamais fait défection, Arkady Chevtchenko, évoque à plusieurs reprises le NKVD[12].

#### Bande-dessinée
- 2019 : Staline de Vincent Delmas parue aux éditions Fayard en 2019 décrit abondamment le rôle central du NKVD dans l'appareil répressif stalinien[13].
- 1930 : Le Guépéou est mentionné dans Tintin aux pays des Soviets d'Hergé. En tant que reporter, Tintin est envoyé en URSS pour rendre compte des agissements du pouvoir soviétique sur la population russe. Il sera alors pourchassé par le Guépéou dont le but sera de « liquider » Tintin, issu d'un pays plus « capitaliste ».

Musique
• Le rappeur français Dooz Kawa mentionne le NKVD dans son morceau Si ce monde... (avec Dorian Astor), établissant un lien avec la Fête de l'Humanité